# Marko Pervan
Marko Pervan (Metković, 4 aprile 1996) è un calciatore croato, centrocampista del Cibalia.